# Ауди Льо Ман Куатро
Ауди Льо Ман Куатро е прототип, представен от Ауди на автомобилното изложение във Франкфурт през 2003 г. От 2007 г. в серийно производство е пуснат моделът R8, който е базиран на прототипа.

## Дизайн и технология
Льо Ман Куатро има голям брой технически отличителни черти, сред които са фаровете и задните светлини, направени от малки светодиоди. Цялата рамка на тялото е направена от алуминий и е покрита с въглеродни влакна. Автомобилът също така притежава и магнитно окачване, каквото се използва и в R8 и новото Ауди ТТ. То прави колата по-стабилна на по-труден път и лесно управляваща се.

## Спецификации
- Мощност: 610 конски сили (455kW)
- Максимален въртящ момент: 553 ft·lbf (750 N·m)
- Двигател: V10 5 лит. турбодвигател
- Ускорение: от 0-100: 3.7 секунди